# 포사폭포

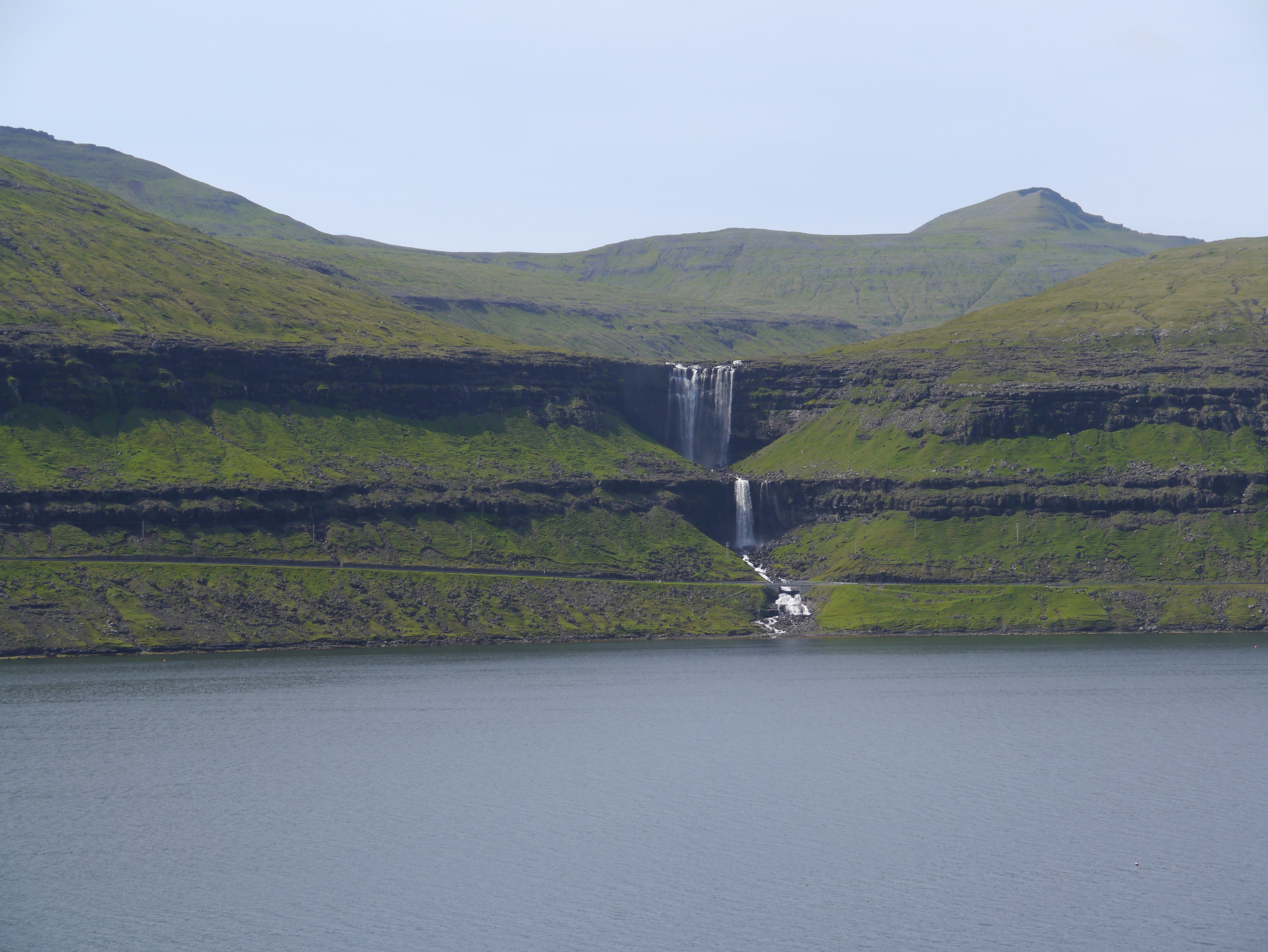
에스투로이섬에서 촬영한 포사폭포

포사폭포(페로어: Fossurin í Fossá)는 페로 제도의 스트레이모이섬 북부에 위치한 폭포이며 맞은편 에스투로이섬을 향하여 바다에 떨어진다. 높이는 140 m로 페로 제도에서 가장 높은 폭포이며 스트레이모이섬에서 가장 대표적인 명소 중 하나이다.
"포사(Fossá)"는 페로어로 "폭포가 있는 강"을 의미하며, 페로 제도에는 포사라는 이름의 강이 여러 개 있다.
포사폭포는 순다 콤무나(Sunda Kommuna) 지방의 할다르스비크(Haldarsvík) 마을 근처에 위치하고 있다. 계단식 2단으로 되어 있으며 바로 바다로 떨어지는 폭포이다.